# Wyżyna Środkowosyberyjska
Wyżyna Środkowosyberyjska (ros. Среднесибирское плоскогорье Sriedniesibirskoje płoskogorje) – rozległa wyżyna w azjatyckiej części Rosji, pomiędzy Niziną Zachodniosyberyjską i rzeką Jenisej na zachodzie, a Niziną Środkowojakucką i rzeką Leną na wschodzie oraz Niziną Północnosyberyjską na północy i Sajanami na południu.

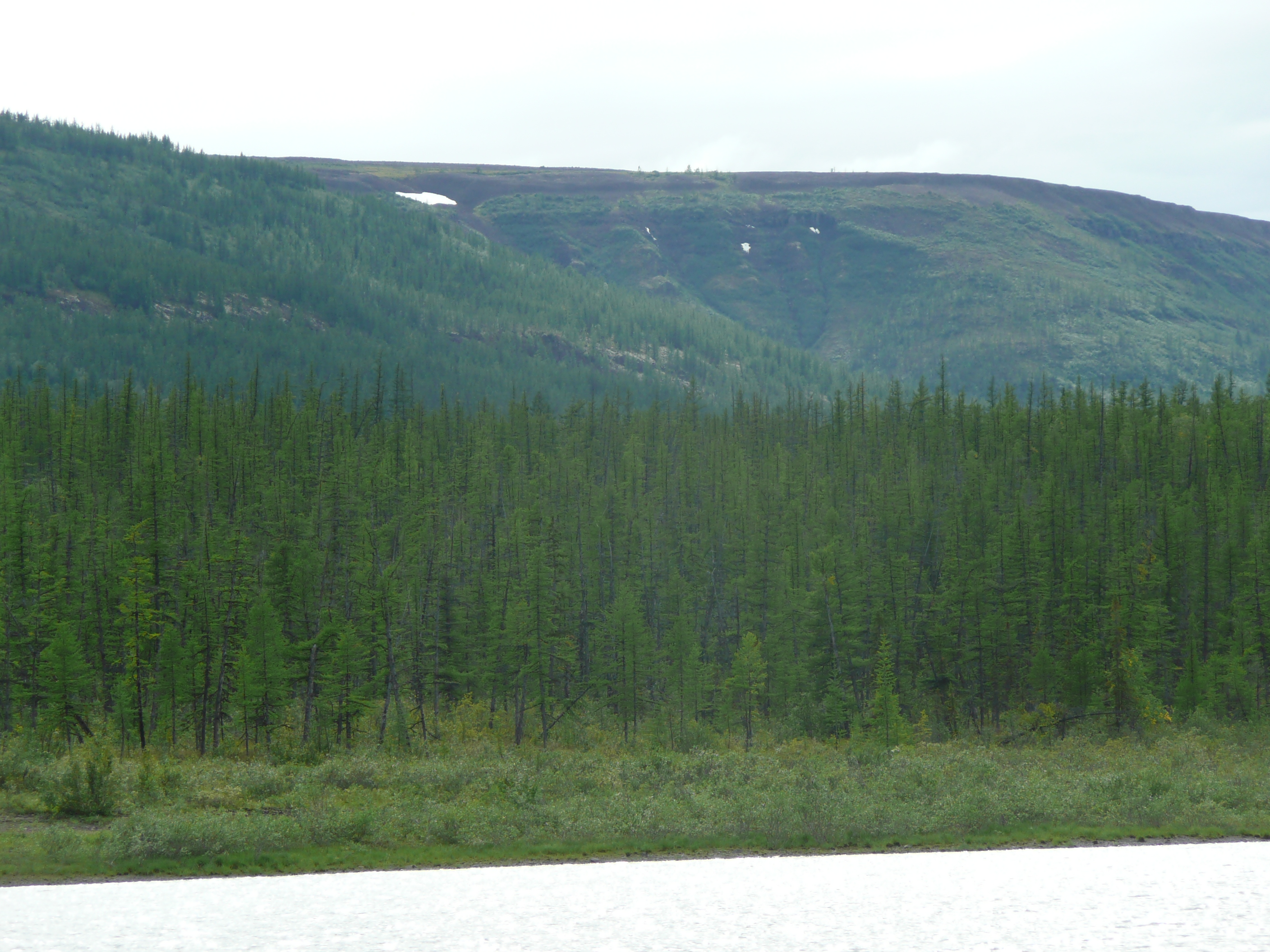

Powierzchnia około 3,5 mln km². Średnia wysokość 500–700 m n.p.m. W najwyższej, północno-zachodniej części wyżyny znajdują się góry Putorana, wznoszące się na wysokość 1701 m n.p.m. (szczyt Kamień).
Wyżyna Środkowosyberyjska ma budowę płytową, jej podłoże stanowi prekambryjska tarcza krystaliczna, pokryta młodszymi osadami i licznymi pokrywami lawowymi. Wydźwignięta na zachód obniża się stopniowo ku południowemu wschodowi. Obejmuje łagodnie pofalowane lub spłaszczone międzyrzecza, rozcięte głębszymi i pełnych progów doliny rzek (znaczne zasoby energii wodnej). Główne rzeki: Angara, Podkamienna Tunguzka, Dolna Tunguzka (dopływ Jeniseju) oraz górna Lena z Wilujem.
Klimat umiarkowany chłodny, skrajnie kontynentalny: roczna amplituda temperatury przekracza 60 °C. Suma opadów dochodzi do 500 mm.
W części północnej występuje roślinność tundrowa, ku południowi przechodząca w lasotundrę, w środkowej części wyżyny występuje tajga, natomiast w południowej występują lasostepy i stepy.
Występują tam bogate złoża surowców mineralnych, m.in. węgiel kamienny, węgiel brunatny (Tunguskie Zagłębie Węglowe), rudy niklu, miedzi, platyny (Norylsk), diamentów (Mirnyj oraz Ajchał), złota, grafitu, żelaza, boksytów, ropy naftowej i soli kamiennej.